# Encino (Texas)
Encino és una concentració de població designada pel cens dels Estats Units a l'estat de Texas. Segons el cens del 2000 tenia 177 habitants.

## Demografia
Segons el cens del 2000, Encino tenia 177 habitants, 61 habitatges, i 48 famílies. La densitat de població era de 10,1 habitants per km².
Dels 61 habitatges en un 44,3% hi vivien nens de menys de 18 anys, en un 59% hi vivien parelles casades, en un 13,1% dones solteres, i en un 19,7% no eren unitats familiars. En el 14,8% dels habitatges hi vivien persones soles el 6,6% de les quals corresponia a persones de 65 anys o més que vivien soles. El nombre mitjà de persones vivint en cada habitatge era de 2,9 i el nombre mitjà de persones que vivien en cada família era de 3,22.
Per edats la població es repartia de la següent manera: un 31,1% tenia menys de 18 anys, un 10,2% entre 18 i 24, un 24,9% entre 25 i 44, un 19,2% de 45 a 60 i un 14,7% 65 anys o més.
L'edat mediana era de 36 anys. Per cada 100 dones de 18 o més anys hi havia 117,9 homes.
La renda mediana per habitatge era de 25.667 $ i la renda mediana per família de 25.667 $. Els homes tenien una renda mediana de 38.750 $ mentre que les dones 26.250 $. La renda per capita de la població era de 10.546 $. Aproximadament el 31,5% de les famílies i el 22,4% de la població estaven per davall del llindar de pobresa.

## Poblacions més properes
El següent diagrama mostra les poblacions més properes.